# 淀川新橋
淀川新橋（よどがわしんばし）は、大阪府高槻市柱本と寝屋川市太間町間の淀川に架かる橋である。

## 概要
大阪府道19号茨木寝屋川線の道路橋である。淀川に架かる橋のうち、大阪府内では上流側から数えて2番目にある橋である。寝屋川市街と茨木市街を最短経路で結び、橋の南側では国道1号（寝屋川バイパス）（国道太間交差点）と、北側では大阪府道16号大阪高槻線（柱本交差点）と接続している。中央分離帯付きの両側4車線で、片側（上流側）に歩道を設置している。
大阪市が2014年まで淀川新橋有料道路として菅原城北大橋を管理していたが、淀川新橋とは別物である。

## 歴史
1950年代から1960年代にかけて、鳥飼大橋と枚方大橋の間に橋は架けられていなかった。人口増加とモータリゼーションの進展に伴い、寝屋川バイパスの開通と同時期にあたる1973年に淀川新橋が建設された。1987年には鳥飼大橋と淀川新橋の渋滞解消のため、淀川新橋の下流部（鳥飼大橋-淀川新橋間）に鳥飼仁和寺大橋が建設されている。

## 周辺施設
- 淀川河川公園（寝屋川市側の河川敷）
- 京阪ゴルフクラブ（高槻市側の河川敷）
- 摂南大学（寝屋川市）
- 大阪府立摂津支援学校／大阪府立とりかい高等支援学校（摂津市）